# Um Crime Nobre
Um Crime Nobre é um filme brasileiro de 2001, do gênero drama, dirigido por Walter Lima Júnior.

## Sinopse
Claudia Maccari viaja da Itália para o Brasil com o objetivo de localizar a mãe biológica de seu filho, que é adotivo. Ela é a única que poderá ajudar a criança a se curar de uma doença fatal. No Brasil, com a ajuda de um detetive particular, Claudia se surpreende ao descobrir a verdadeira identidade da mãe de seu filho.

## Elenco
- Ornella Muti .... Claudia Maccari
- Reginaldo Faria .... detetive
- Alessandra Negrini.... Mônica Andrade
- Cláudio Marzo.... Deputado Andrade
- Jorge Botelho .... Fernando Andrade
- Chico Diaz
- Brunno Abrahão .... Dino
- Neuza Borges .... Filomena
- Tony Tornado
- Giuseppe Oristanio
- Reginaldo Primo

## Curiosidades
- O filme foi uma tentativa da Rede Globo, em 2001, de produzir uma série de telefilmes - filmes exclusivos para a televisão -, com orçamento em torno de 500 mil dólares. A emissora se associou à Columbia (Sony Pictures) e à rede italiana RAI, mas o projeto não evoluiu.